# Order Zasługi Republiki Włoskiej

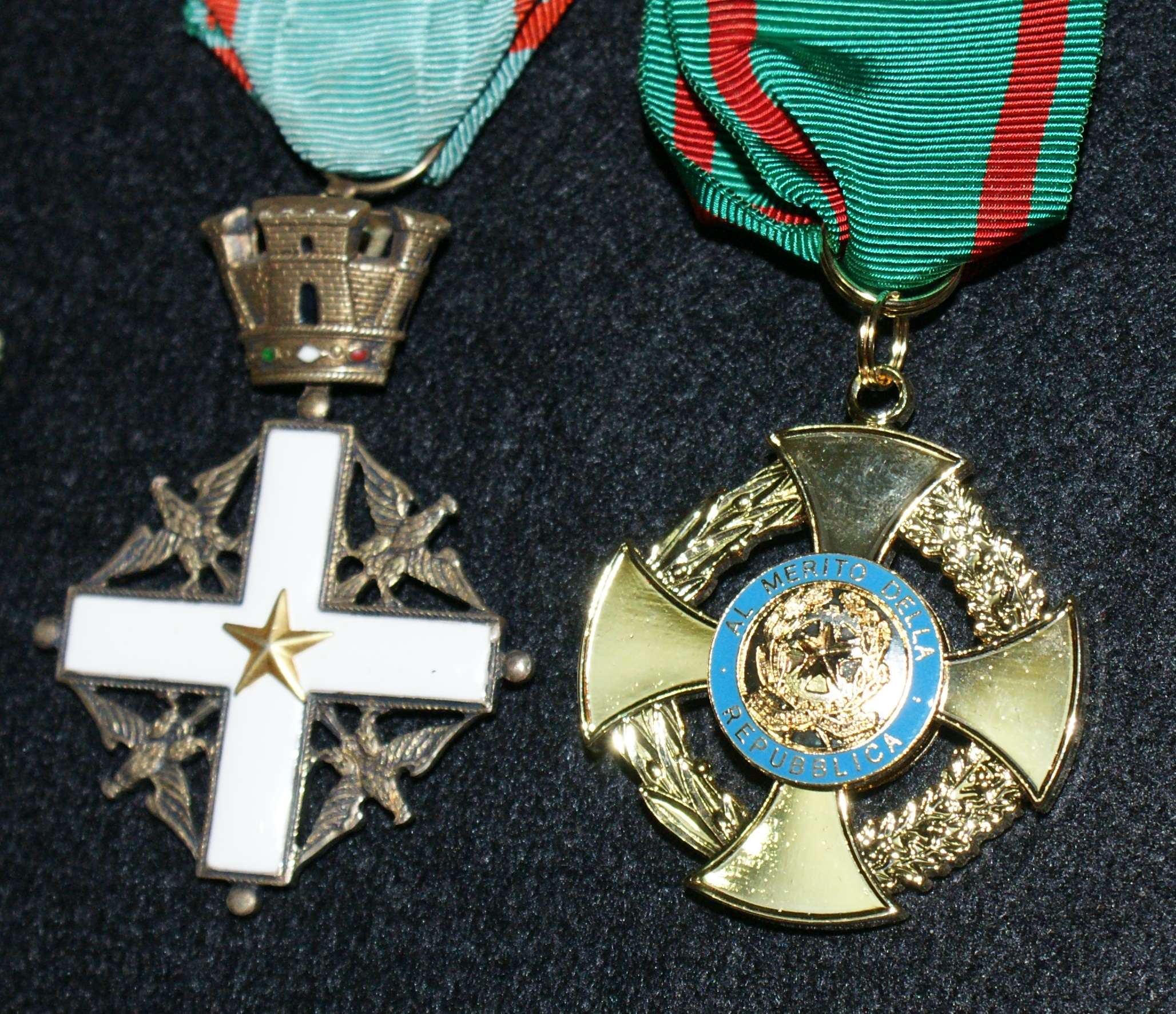
Insygnia krzyża oficerskiego: pierwotne (1951–2000) i obecne

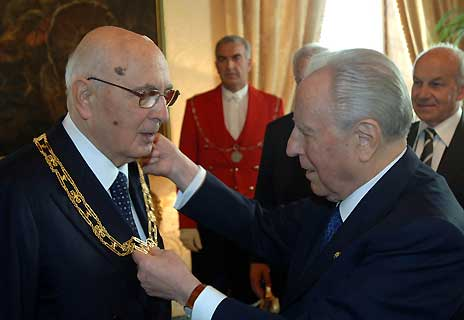
Ustępujący prezydent Włoch Carlo Ciampi przekazuje następcy, Giorgio Napolitano, insygnia orderu

Order Zasługi Republiki Włoskiej (wł. Ordine al Merito della Repubblica Italiana, OMRI) – najwyższe odznaczenie włoskie, nadawane od 1951 roku.

## Historia
Order został ustanowiony 3 marca 1951 przez prezydenta Luigi Einaudiego i otrzymał statuty 31 października 1952 roku. Po wprowadzeniu we Włoszech republikańskiej formy rządu (1946) powstała potrzeba ustanowienia w tym kraju nowych odznaczeń, zamiast bardzo popularnych i nadawanych szerokim kręgom społeczeństwa orderów królewskich, Korony Włoch i Maurycego i Łazarza, które po opuszczeniu kraju przez ostatniego monarchę, Humberta II, stały się orderami domowymi wygnanej dynastii sabaudzkiej. Nowy order może być nadawany obywatelom Włoch i cudzoziemcom za zasługi wszelkiego rodzaju, zarówno cywilne jak wojskowe. Wielkim mistrzem jest każdorazowy prezydent Włoch. Orderu nie mogą otrzymać posłowie i senatorowie włoskiego parlamentu w czasie swej aktualnej kadencji.
Order otrzymał pięć klas według tradycyjnego schematu Legii Honorowej, przy czym I klasa została podzielona na dwa stopnie:
- klasa I:
  - Kawaler Krzyża Wielkiego Udekorowany Wielką Wstęgą
(Cavaliere di Gran Croce Decorato di Gran Cordone) – nadawany tylko głowom państw oraz wybitnym osobistościom; osoby dekorowane otrzymują dodatkowo „Wielki Łańcuch”[1]
  - Kawaler Krzyża Wielkiego (Cavaliere di Gran Croce)
- klasa II: Wielki Oficer (Grande Ufficiale)
- klasa III: Komandor (Commendatore)
- klasa IV: Oficer (Ufficiale)
- klasa V: Kawaler (Cavaliere)

## Insygnia w latach 1951–2001
Dawne insygnia orderu to oznaka, gwiazda I i II klasy oraz łańcuch. Pierwotną oznaką był emaliowany na biało krzyż grecki, zawieszony na złotej corona muralis, ze złotą pięcioramienną gwiazdką w medalionach środkowych obu stron. Między ramionami krzyża znajdowały się złote orły rzymskie. Gwiazdy I i II klasy były srebrne, ośmiopromienne, z nałożonymi na nie oznakami orderu. Łańcuch składał się z 22 ogniw, jedenastu pięcioramiennych gwiazd, dziesięciu ornamentów w kształcie kwiatów akantu oraz środkowej plakietki z literami „RI” (Repubblica Italiana). Wstęga orderu była zielona z dwoma czerwonymi paskami, przy IV klasie z rozetką na wstążce.
|         |        |          |               |                          |                                                      |
| Baretki |        |          |               |                          |                                                      |
| Kawaler | Oficer | Komandor | Wielki Oficer | Kawaler Krzyża Wielkiego | Kawaler Krzyża Wielkiego Udekorowanego Wielką Wstęgą |

## Insygnia od roku 2001
W pięćdziesięciolecie ustanowienia orderu nadano insygniom nowy wygląd, nawiązując do tradycji dawnego Orderu Korony Włoch. Nowa oznaka (krzyż orderowy) to identyczny jak w orderze Korony krzyż Ruperta. Pomiędzy ramionami krzyża umieszczono złoty wieniec, w połowie oliwny, w połowie dębowy. Pośrodku krzyża znajduje się złoty medalion środkowy, otoczony bordiurą, emaliowaną na niebiesko. Wewnątrz medalionu znajduje się złote godło Włoch; na bordiurze zaś, złoty napis: AL MERITO DELLA / REPUBBLICA (ZA ZASŁUGI DLA / REPUBLIKI). Ramiona krzyża są białe w klasach I, II i III; złote w klasie IV; srebrzone w klasie V; zaś ich krawędzie są złocone (we wszystkich klasach).
Gwiazda orderowa jest w I klasie ośmiopromienna, cyzelowana na kształt brylantów; złota w stopniu wyższym, srebrna w stopniu niższym; na gwiazdę nałożony jest krzyż orderowy. Gwiazda orderowa jest w II klasie czteropromienna (o kształcie kwadratu obróconego o 45°), srebrna, cyzelowana na kształt brylantów; na nią nałożony jest krzyż orderowy.
Ogniwa łańcucha i wstęga pozostały niezmienione.
|         |        |          |               |                          |                                                      |
| Baretki |        |          |               |                          |                                                      |
| Kawaler | Oficer | Komandor | Wielki Oficer | Kawaler Krzyża Wielkiego | Kawaler Krzyża Wielkiego Udekorowanego Wielką Wstęgą |

## Odznaczeni

### Znane osobistości
Lista odznaczonych (niepełna):

- 1965 – Józef Cyrankiewicz, Władysław Gomułka, Edward Ochab[3][4][5]
- 1952 – Paweł I Grecki
- 1953 – Getúlio Vargas
- 1953 – Rainier III Grimaldi
- 1953 – Konrad Adenauer
- 1953 – Theodor Heuss
- 1953, 1956 – Juscelino Kubitschek
- 1955 – Ludwig Erhard
- 1957 – Mohammad Reza Pahlawi
- 1958 – Elżbieta II
- 1959 – Charles de Gaulle
- 1962 – Konstantyn II Grecki
- 1964 – Ingrid Bernadotte
- 1964 – Benedykta Duńska
- 1964 – Fryderyk IX
- 1964, 1987 – Federico Fellini
- 1965 – Willy Brandt
- 1966 – Gustaw VI Adolf
- 1966, 1977 – Małgorzata II
- 1969 – Josip Broz Tito
- 1973 – Nicolae Ceaușescu
- 1973, 1995 – Jacques Chirac
- 1974 – Farah Pahlawi
- 1976, 1980, 1988 – Luciano Pavarotti
- 1976 – Anwar as-Sadat
- 1977 – Henryk Duński
- 1977 – Helmut Kohl
- 1978, 1991, 1997 – Plácido Domingo
- 1980 – Jan Karol I Burbon
- 1980 – António Ramalho Eanes
- 1982 – François Mitterrand
- 1985, 2000 – Carlo Maria Viganò
- 1987, 1994 – Marcello Mastroianni
- 1988 – Richard Nixon
- 1990 – Danielle Mitterrand
- 1991 – Borys Jelcyn
- 1996 – Dino De Laurentiis
- 1997 – Algirdas Brazauskas
- 2000 – Kim Dae-jung
- 2002 – Václav Havel
- 2005 – Albert II Grimaldi
- 2006 – Mario Andretti
- 2006 – Horst Köhler
- 2006 – Angela Merkel
- 2007 – Jean-Claude Juncker
- 2008 – Tarja Halonen
- 2008 – Matthew Festing
- 2008 – Georg Ratzinger
- 2009 – Maria Teresa Luksemburska
- 2010 – George Abela
- 2010 – Hero Jaejoong
- 2010 – Dżabir as-Sabah
- 2010 – Robert Skidelsky
- 2011 – Ivo Josipović
- 2012 – Martin Schulz
- 2012 – François Hollande
- 2013 – Joachim Gauck

Polacy
- 1989 – Wojciech Jaruzelski
- 1991 – Lech Wałęsa
- 1996 – Aleksander Kwaśniewski
- 1997 – Zbigniew Boniek
- 2000 – Andrzej Wajda
- 2000 – Bronisław Geremek
- 2000 – Stanisław Dziwisz
- 2000 – Ryszard Kalisz
- 2006 – Zbigniew Witkowski
- 2012 – Anna Komorowska
- 2012 – Bronisław Komorowski
- 2014 – Małgorzata Omilanowska
- 2014 – Jaromir Sokołowski
- 2014 – Henryka Mościcka-Dendys
- 2014 – Jacek Michałowski
- 2014 – Stanisław Koziej
- 2014 – Ilona Antoniszyn-Klik
- 2023 – Andrzej Duda
- 2023 – Agata Kornhauser-Duda